# Ласак (Шафт)
Ласак (перс. لاسك) — село в Ірані, у дегестані Чубар, у бахші Ахмадсарґураб, шагрестані Шафт остану Ґілян. За даними перепису 2006 року, його населення становило 773 особи, що проживали у складі 214 сімей.

## Клімат
Середня річна температура становить 14,38 °C, середня максимальна – 28,38 °C, а середня мінімальна – 0,04 °C. Середня річна кількість опадів – 821 мм.
| Клімат поселення                              | Клімат поселення | Клімат поселення | Клімат поселення | Клімат поселення | Клімат поселення | Клімат поселення | Клімат поселення | Клімат поселення | Клімат поселення | Клімат поселення | Клімат поселення | Клімат поселення | Клімат поселення |
| Показник                                      | Січ.             | Лют.             | Бер.             | Квіт.            | Трав.            | Черв.            | Лип.             | Серп.            | Вер.             | Жовт.            | Лист.            | Груд.            |                  |
| Середній максимум, °C                         | 11,47            | 11,86            | 12,96            | 17,77            | 21,08            | 26,88            | 28,38            | 28,30            | 23,66            | 21,00            | 17,22            | 12,54            |                  |
| Середня температура, °C                       | 5,75             | 6,14             | 7,25             | 12,06            | 15,36            | 21,16            | 24,01            | 23,94            | 19,29            | 16,63            | 12,86            | 8,18             |                  |
| Середній мінімум, °C                          | 0,04             | 0,42             | 1,53             | 6,35             | 9,63             | 15,44            | 19,66            | 19,57            | 14,93            | 12,26            | 8,49             | 3,80             |                  |
| Норма опадів, мм                              | 84               | 70               | 74               | 57               | 40               | 24               | 17               | 35               | 76               | 115              | 103              | 126              |                  |
| Середньомісячна швидкість вітру, м/с          | 2.21             | 2.32             | 2.40             | 2.34             | 2.23             | 2.50             | 2.50             | 2.32             | 2.02             | 2.04             | 1.91             | 1.93             |                  |
| Середньомісячна сонячна радіація, кДж/м²·день | 6996             | 9160             | 11279            | 15840            | 19863            | 22414            | 23214            | 19728            | 16111            | 11181            | 8745             | 6740             |                  |
| --------------------------------------------- | ---------------- | ---------------- | ---------------- | ---------------- | ---------------- | ---------------- | ---------------- | ---------------- | ---------------- | ---------------- | ---------------- | ---------------- | ---------------- |
| Джерело:                                      |                  |                  |                  |                  |                  |                  |                  |                  |                  |                  |                  |                  |                  |